# Sankt Leonhard am Forst
Sankt Leonhard am Forst è un comune austriaco di 2 981 abitanti nel distretto di Melk, in Bassa Austria; ha lo status di comune mercato (Marktgemeinde).